# Qualunquismo
Il qualunquismo è un atteggiamento vagamente ispirato dalle azioni del movimento dell'Uomo qualunque, e che rinnega o almeno intenzionalmente ignora l'aspetto politico del vivere associato. Comparve in Italia nell'immediato dopoguerra.

## Storia
In Italia, il qualunquismo viene identificato con l'omonimo movimento politico nato a partire dalla pubblicazione della rivista L'Uomo Qualunque, nata il 27 dicembre 1944 da parte di Guglielmo Giannini.

## Caratteristiche
È caratterizzato da una generica sfiducia nelle istituzioni, nei partiti, nei vari soggetti della politica, visti (percepiti) come distanti, perniciosi o comunque di disturbo, di intralcio, nell'autonomo perseguimento delle soggettive scelte individuali. Questo atteggiamento è in genere considerato negativamente dagli individui politicamente attenti, che ne sottolineano i rischi connessi al rifiuto della partecipazione in un sistema democratico. Spesso l'attributo "qualunquista" è usato con senso spregiativo nel dibattito politico.
Sul qualunquismo si sono svolte analisi a diversi livelli, ad esempio in sociologia e in storia, partendo dall'assunzione dei contesti fattuali in cui ebbe a svilupparsi subito dopo l'introduzione in Italia di un sistema democratico. Le evidenze del tutto negative del mondo politico, subito dopo la sconfitta, offrivano molti spunti per lo sviluppo di sensazioni diffuse di insufficienza dei sistemi sociali, talvolta sfociando in non isolati casi di "depressione collettiva" per i quali il rigetto aprioristico della rappresentanza politica passiva ben poteva essere uno degli esiti. Fra i motivi di maggior disdegno della funzione di rappresentanza, vi erano certamente aspetti materiali come i lutti, le macerie, l'impoverimento, la perdita di status precedentemente acquisiti; e vi erano anche aspetti ideali come la guerra persa, la ferita gravissima all'immagine dell'appena costituita nazione, i tradimenti e le fronde, le riproposizioni e le camarille, l'attribuzione di potere a soggetti rivelatisi insufficienti (anche vista come causa delle negatività), e molti altri simili argomenti.
Si sono proposte perciò definizioni di vario genere, alcune influenzate da convincimenti personali, altre non nitidamente disinteressate, ma spesso concorrenti nell'indicare supposti riscontri di fenomeni psicologici collettivi. Un supposto fattore egoistico, opportunistico, potrebbe - si è detto - scardinare e rimuovere alla radice le motivazioni di adesione al contratto sociale, portando a considerare ciò che è "pubblico" come antagonistico, concorrenziale o belligerante, in qualche modo in danno, almeno temuto, della "sopravvivenza" o del restauro della tranquillità individuale. Ed anche l'aggravio delle sofferenze materiali nella quotidianità, effetto tipico dei tempi di crisi, condurrebbe naturalmente verso stati di necessità nei quali le esigenze individuali parrebbero del tutto sopraffare la possibilità di apertura all'attenzione verso le esigenze collettive, con conseguente demonizzazione di chi per ruolo o per convinzione tali istanze collettive rappresenti o solleciti (alcune analisi si sono spinte ad ipotizzare analogie con le risultanze di alcuni studi della sociologia criminale e della psichiatria forense).
Vi è perciò stato chi ha parlato di "fisiologicità" dello sviluppo di simili reazioni, come anche di una analoga fisiologicità per la quale questo tipo di reazione sarebbe di più pronto suscitamento presso i "delusi" di orientamento moderato-conservatore, essendo questi quelli maggiormente desiderosi di una strutturazione sociale "solida" e di una rappresentanza politica affidabile; per questo taluni hanno suggerito che potesse volgere a danno delle destre (rappresentanti modelli sociali "forti") attraverso un depauperamento dell'elettorato di riferimento. Da altri si è obiettato invece che il qualunquismo arrecherebbe vantaggio proprio a quelle parti della politica conservatrice che, dal disinteresse sullo svolgimento della delega democratica, trarrebbero miglior agio di introdurre modifiche sistemiche secondo comodo.
Storicamente, del resto, si registrarono simili orientamenti di quote di popolazione anche in altre nazioni, ad esempio in Francia, ove crebbe il Poujadismo ed ove si erano vissute analoghe delusioni con le note vicende di Vichy e con non minori danni, morali e materiali, di guerra.